# Rue Basse-Porte
La rue Basse-Porte est une voie de Nantes, en France.

## Situation et accès
Située dans le quartier Hauts-Pavés - Saint-Félix, la rue est bitumée, ouverte à la circulation automobile. Rectiligne et longue de 160 mètres, elle relie la rue Jeanne-d'Arc à la rue de Bel-Air. Elle ne rencontre aucune autre rue.

## Origine du nom
Son nom évoque l'une des portes qui permettait de franchir la ceinture de fortifications qui entouraient le faubourg du Marchix depuis l'époque du gouverneur de Bretagne, le duc de Mercœur.

## Historique
La voie fut créée en même temps que la construction des abattoirs municipaux en 1821 et sera ouverte à la circulation en 1892, entrainant la suppression des grilles de clôture qui contrôlaient son accès.
Ces abattoirs, rasés en 1934 seront remplacés par l'actuel marché de Talensac, inauguré en 1937 qui borde le tronçon sud de la rue.
Après avoir été nommée « passage de l’Abattoir », puis « rue Moquechien », elle son nom actuel à la suite d'une délibération du conseil municipal du 30 novembre 1936, qui lui attribue le nom d'une ancienne voie qui fut remplacée par la rue Jeanne-d'Arc,.
Durant la seconde quinzaine d'août 2019, les 18 platanes bordant la rue sont abattus. En effet, deux d'entre eux étaient porteurs d'un champignon contagieux et mortel pour cette essence : le chancre coloré. C'est première fois que celui-ci était décelé dans le nord-ouest de la France. La ville souhaite profiter de cette occasion pour diversifier son patrimoine arboré en les remplaçant par de nouvelles espèces.

## Bâtiments remarquables et lieux de mémoire

### Salle Paul-Fort
- Au no 9, se trouve la « salle Paul-Fort » qui accueillit dès 1973, la « Maison de la Culture de la Loire-Atlantique » nouvellement créée (hébergeait auparavant salle Francine-Vasse sous le nom de « Théâtre club ») jusqu'à son déménagement au Grand T en 1983. Elle est depuis gérée par l'association culturelle La Bouche d'air, dont la vocation est l'organisation de concerts, principalement de chanson française. Le sous-sol de la salle est occupé par un club de jazz, Le Pannonica.